# Tres muchachas de Jalisco
Tres muchachas de Jalisco es una película de comedia y romance mexicana de 1964, producida, escrita y dirigida por Emilio Gómez Muriel, y protagonizada por Elvira Quintana, Flor Silvestre y María Duval. Esta película fue filmada en 1963 y estrenada el 30 de enero de 1964 en el Cine Maríscala. Es la secuela de la película, Tres palomas alborotadas (1963), en la que también actuaron Quintana y Duval junto a Lucha Villa.

## Sinopsis
Luego de vivir quince años alejado de su esposa, Don Pepe decide divorciarse para casarse con la joven y hermosa Elvira. Lo que no imagina es que su esposa e hija ya se han enterado de sus planes y viajarán a Jalisco para impedir esa boda a cualquier precio.

## Reparto
- Elvira Quintana como Elvira, sobrina de Doña Lupe.
- Flor Silvestre como Flor, hija de Don Pepe y Doña Lupe.
- María Duval como María, hija de Don Pepe y Doña Lupe.
- Álvaro Zermeño como Manuel, novio de Flor.
- Carlos López Moctezuma como Don Pepe, marido de Doña Lupe.
- León Michel como Mauricio, novio de Elvira.
- Chucho Salinas como Apolonio, criado de Don Pepe.
- Adolfo Garza como Álvaro, novio de María.
- Sofía Álvarez como Doña Guadalupe, esposa de Don Pepe.
- Arturo Castro "Bigotón" como peluquero.
- Amanda Cuenca como Mujer pelirroja cortejada por Pepe
- Roberto Meyer como juez
- Jorge Mondragón como Médico
- Lucrecia Muñoz como Mujer cortejada por Pepe
- Mario Sevilla como Licenciado